# Kanton Honfleur-Deauville
Kanton Honfleur-Deauville (fr. Canton de Honfleur-Deauville) je francouzský kanton v departementu Calvados v regionu Normandie. Vznikl v roce 2015 a skládá se ze 17 obcí.

## Obce kantonu
- Ablon
- Barneville-la-Bertran
- Cricquebœuf
- Deauville
- Équemauville
- Fourneville
- Genneville
- Gonneville-sur-Honfleur
- Honfleur
- Pennedepie
- Quetteville
- La Rivière-Saint-Sauveur
- Saint-Gatien-des-Bois
- Le Theil-en-Auge
- Touques
- Trouville-sur-Mer
- Villerville